# Rete delle grandi capitali dei vini
La rete delle grandi capitali dei vini (in inglese Great Wine Capitals Global Network GWC) è una rete delle città sede di fiere enologiche dei principali paesi produttori di vino che ha lo scopo di condividere esperienze e conoscenze nell'ambito vitivinicolo e dell'enoturismo.
I membri della rete sono:
- Adelaide
- Bilbao
- Rioja
- Bordeaux
- Magonza
- Mendoza
- Porto
- San Francisco
- Valparaíso
- Losanna
- Verona (dal 2017)